# Dominikaner (Huhn)
Dominikaner gelten als älteste in den USA erzüchtete Haushuhnrasse. Sie heißen dort Dominique, Dominicker oder Pilgrim Fowl. Ihre Herkunft ist unklar. Sie stammen vermutlich von Tieren aus Südengland ab und waren im 19. Jahrhundert im Osten der USA weit verbreitet. Nachdem aus den Dominikanern die Rasse Plymouth Rock erzüchtet wurde, wurden die Dominikaner in den USA immer seltener, bis sie in den 1950er Jahren beinahe ausgestorben wären. Ihre Zahl hat aber seither wieder zugenommen.
Dominikaner sehen den Plymouth-Rock-Hühnern ähnlich, können von ihnen aber durch ihren Rosenkamm und ihre weniger scharfe Gefiederzeichnung unterschieden werden. Dominikaner sind eine Zweinutzungsrasse, die in der Lage ist, sich selber Futter zu suchen. Die Hennen gelten als friedlich, während Hähne auch aggressiv werden und kleine Katzen, Schlangen und gar Marder töten können.